# Kubota Beisen

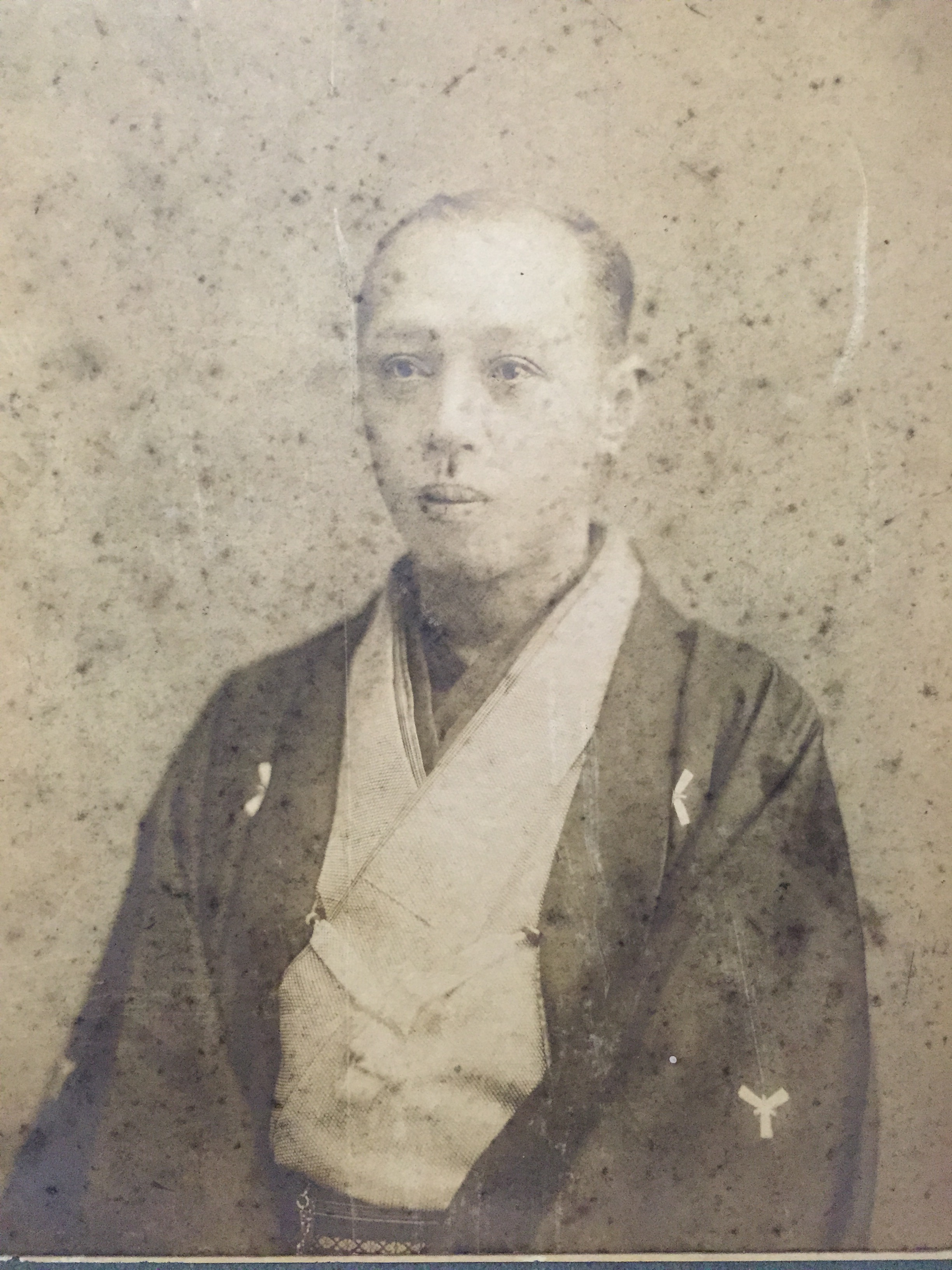
Kubota Beisen

Kubota Beisen (japanisch 久保田 米僊; geboren 15. März 1852 in Kyōto; gestorben 19. Mai 1906) war ein japanischer Maler.

## Leben und Werk
Kubota Beisen studierte Malerei unter Suzuki Hyakunen (1828–1891). Nach der Meiji-Restauration 1868 beabsichtigte er, Kyōto zum Zentrum der Malerei in Japan zu machen und gründete 1878 eine Schule für Malerei. Er setzte die Malweise seines Lehrers fort und wurde durch seinen majestätischen Malstil bekannt. Auf Ausstellungen wie die der „Naikoku Kaiga Kyōshinkai“ (内国絵画共進会) oder der „Naikoku Kangyō Hakurankai“ (内国勧業博覧会) wurde er mit Preisen ausgezeichnet.
Auf der Weltausstellung in Paris 1889 erhielt Kubota eine Goldmedaille. Er reiste nach Frankreich und verfasste einen Beitrag, der „Kyōto Nippō“ (京都日報) abgedruckt wurde. 1891 zog er nach Tokio um und wurde Mitarbeiter der Zeitung „Kokumin Shimbun“ (国民新聞). 1893 besuchte er die World’s Columbian Exposition in Chicago, 1894 verfasste er Beiträge zum Japanisch-Chinesischen Krieg. Im Jahr 1900 erblindete er und beschäftigte sich mit Haiku und verfasste Kritiken.

## Bilder

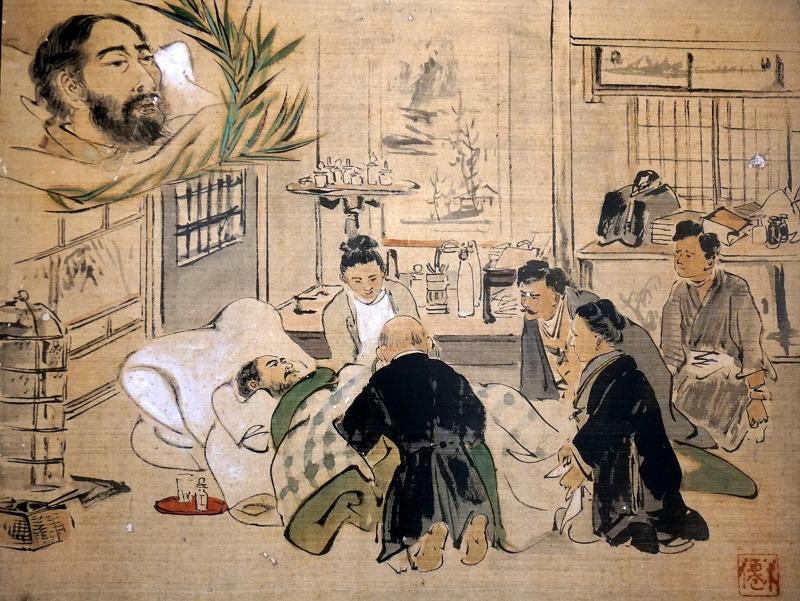
Niijima Jō auf dem Sterbebett
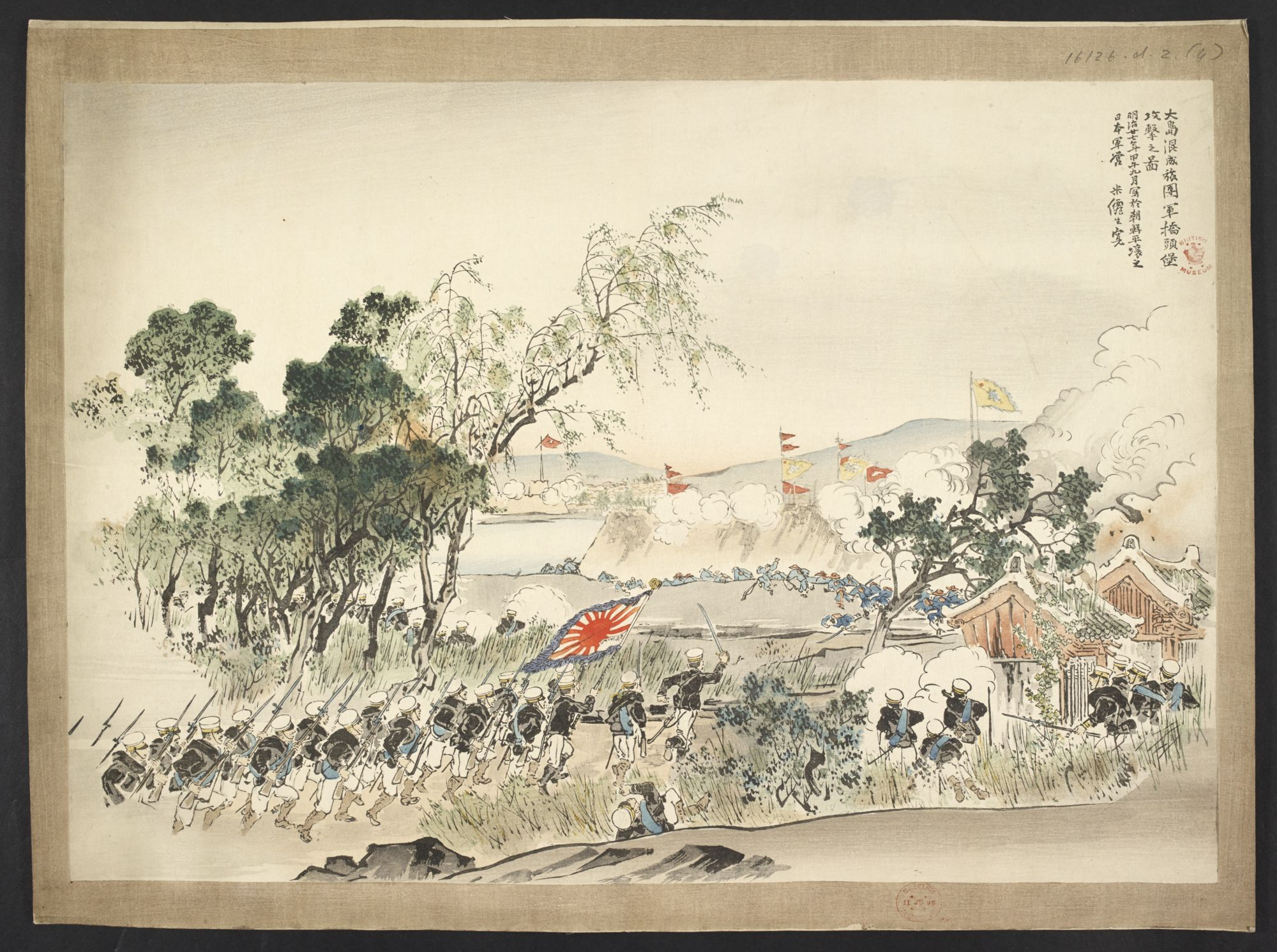
Aus dem Japanisch-chinesischen Krieg[A 1]
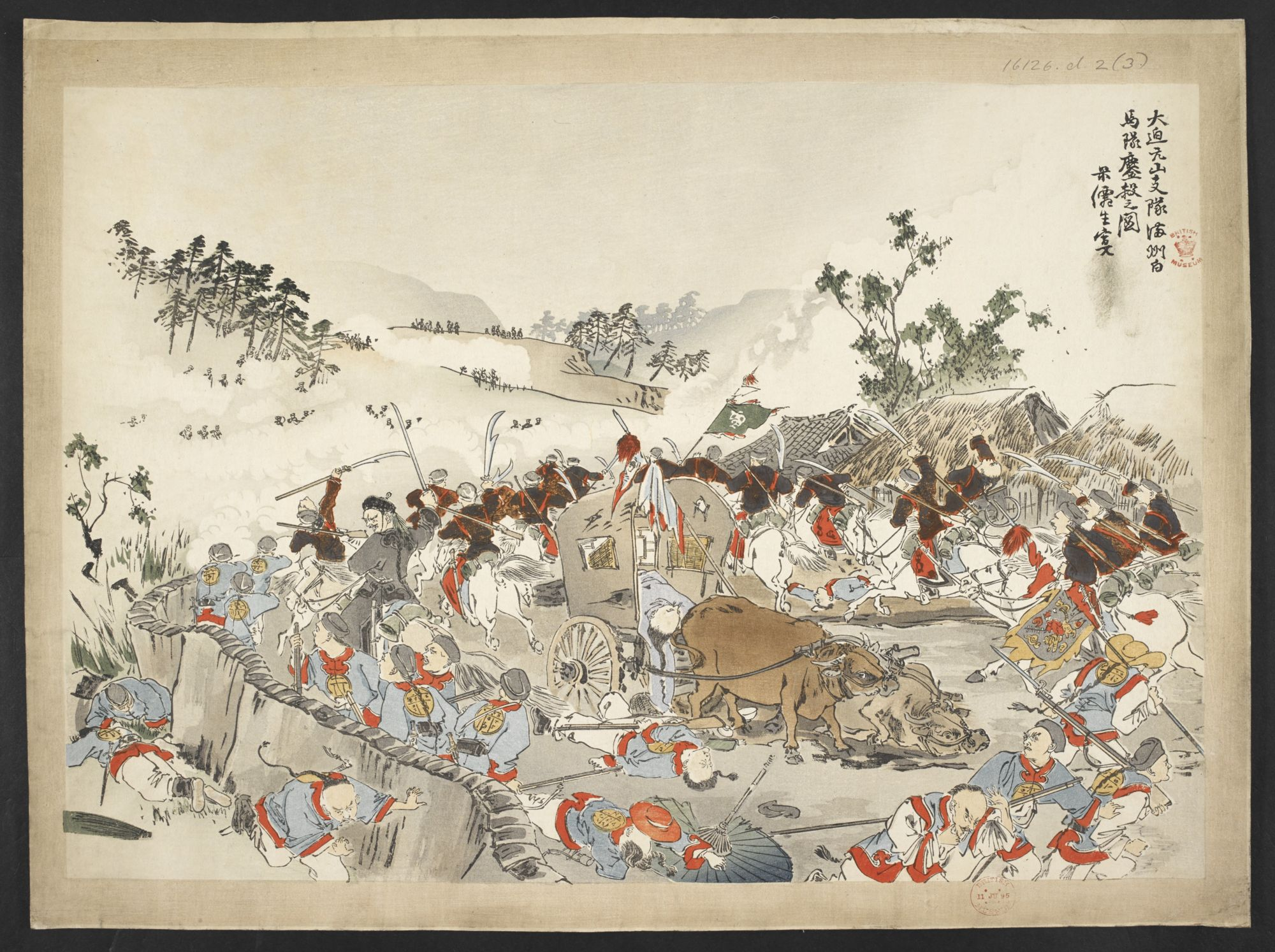
Aus dem Japanisch-chinesischen Krieg[A 2]
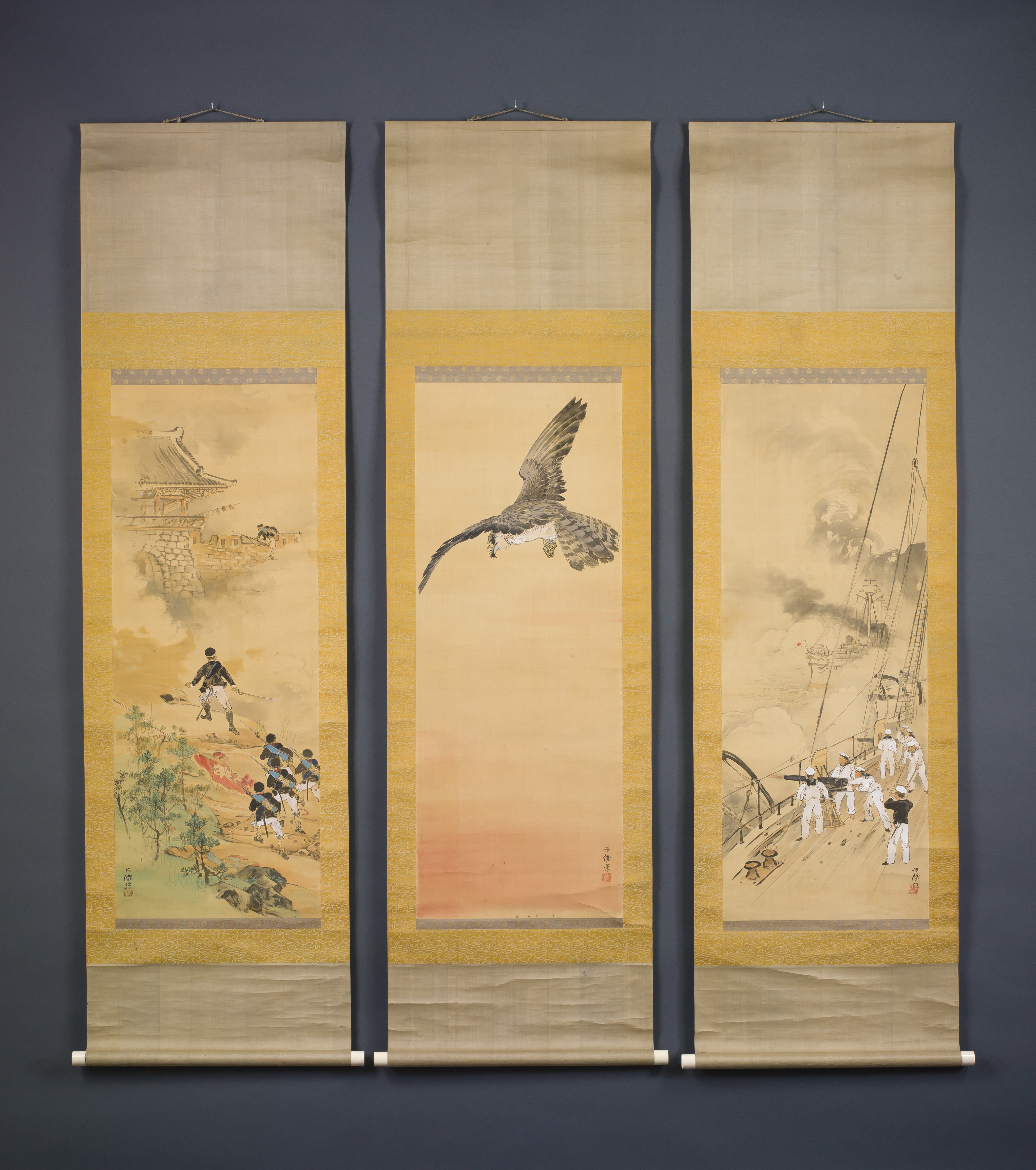
Sieg im Japanisch-chinesischen Krieg
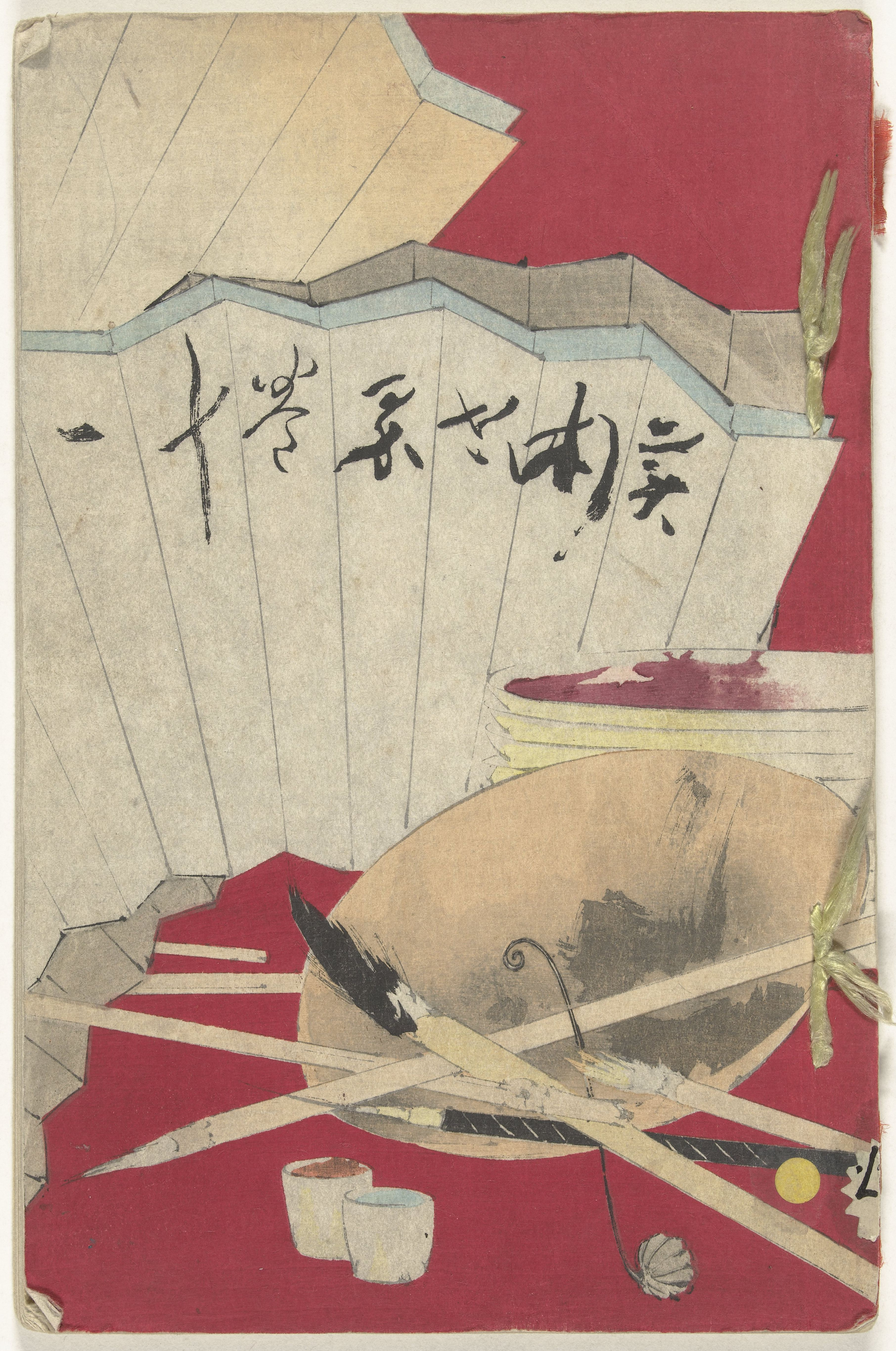
Bucheinband